# Burpengary
Burpengary är en del av en befolkad plats i Australien. Den ligger i kommunen Moreton Bay och delstaten Queensland, omkring 35 kilometer norr om delstatshuvudstaden Brisbane. Antalet invånare är 8 280.
Trakten är tätbefolkad. Närmaste större samhälle är Caboolture, nära Burpengary. 
I omgivningarna runt Burpengary växer huvudsakligen savannskog. Genomsnittlig årsnederbörd är 1 434 millimeter. Den regnigaste månaden är januari, med i genomsnitt 283 mm nederbörd, och den torraste är oktober, med 22 mm nederbörd.